# Lalage leucopygialis
Lalage leucopygialis là một loài chim trong họ Campephagidae. Loài này là loài đặc hữu ở Sulawesi, Indonesia. Môi trường sống tự nhiên là vùng rừng đất ẩm cận nhiệt và nhiệt đới. Số lượng cá thể trong loài không lớn nhưng theo báo cáo là phổ biến ở đảo Sulawesi và Taliabu. Khu vực sinh sống có diện tích 144,000 km2.